# 米尔科·塔科拉
米尔科·塔科拉（義大利語：Mirko Taccola，1970年4月18日—），意大利男子足球运动员，司职后卫。他曾入选1992年夏季奥林匹克运动会意大利男子足球队名单，但并未上场参赛。